# 昂罗塞
昂罗塞（法語：Anrosey，法語發音：[ɑ̃ʁozɛ]）是法国上马恩省的一个市镇，属于朗格勒区。

## 地理
昂罗塞（47°50'10"N, 5°40'21"E）面积11.04 平方千米，位于法国大東部大區上马恩省，该省份为法国东北部内陆省份，北起马恩省和默兹省，西接奥布省，西南接科多尔省，东南接上索恩省，东临孚日省。
与昂罗塞接壤的市镇（或旧市镇、城区）包括：法伊比约、吉永韦勒、阿芒斯河畔拉费泰、阿芒斯河畔迈济耶尔、阿芒斯河畔皮埃尔蒙、苏瓦耶、阿尔比尼苏瓦雷讷、比兹、尚皮尼苏瓦雷讷、谢佐。

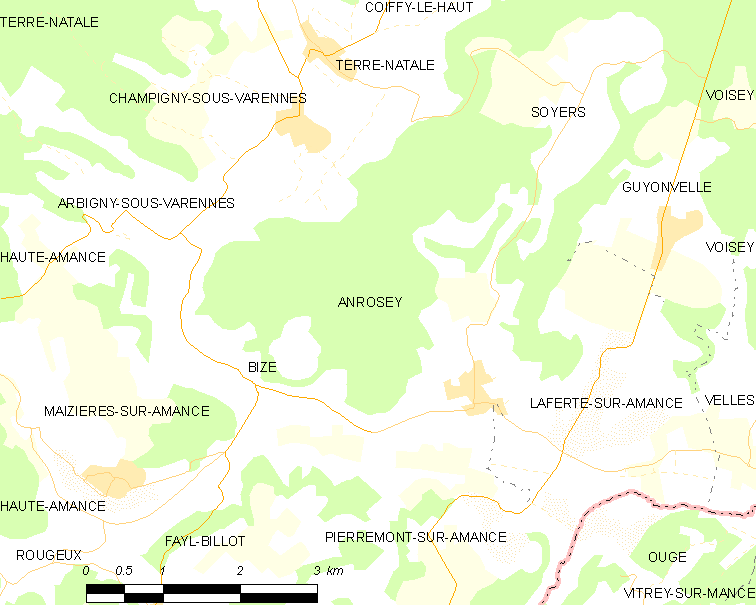
昂罗塞的OSM定位图

昂罗塞的时区为UTC+01:00、UTC+02:00（夏令时）。

## 行政
昂罗塞的邮政编码为52500，INSEE市镇编码为52013。

## 政治
昂罗塞所属的省级选区为沙兰德雷县。

## 人口

1962-2008年间昂罗塞人口变化图示

昂罗塞于2022年1月1日时的人口数量为125人。